# Old Death
Old Death je jedna z hlavních postav první části druhého dílu románu Karla Maye Vinnetou. Jde o starého scouta, jehož přezdívka v překladu znamená Stará smrtka (toto jméno dostal díky své vychrtlé postavě a holé hlavě). Old Shatterhand se s ním seznámil v New Orleansu, když byl zaměstnán jako soukromý detektiv a pátral po uneseném synovi jednoho milionáře. Společně se zúčastnili boje s členy Ku-klux-klanu a později se v Mexiku dostali do centra krvavé indiánské války mezi Komanči a Apači vedenými Vinnetouem. Uprostřed bojů Old Death umírá, omylem zasažen kulkou vystřelenou ze skupiny bělochů, které chtěl varovat před nebezpečím  a mezi nimiž je i dlouho hledaný Old Deathův bratr.
Novelu Scout (Der Scout), která vypráví Old Deathovy osudy, napsal Karel May již roku 1888 a později ji zařadil do prvního vydání svého románu Vinnetou (Winnetou) z roku 1893.